# Mike Vejar
Mike vejar (né le 25 juin 1943 à Los Angeles en Californie, États-Unis) est un réalisateur américain de série télévisée.

## Filmographie
- 1981 : Magnum - Saison 2 épisode : 4, 15, 18, 21 (série télévisée)
- 1982 : Magnum - Saison 3 épisode : 8, 13, 16, 18, 21 (série télévisée)
- 1983 : Les deux font la paire - Saison 1 épisode : 4 (série télévisée)
- 1983 : L'Agence tous risques - Saison 2 épisode : 21 (série télévisée)
- 1983 : Magnum - Saison 4 épisode : 10, 13 (série télévisée)
- 1984 : Magnum - Saison 5 épisode : 15, 16 (série télévisée)
- 1985 : MacGyver - Hors Saison épisode : 1 (série télévisée)
- 1985 : Magnum - Saison 6 épisode : 10 (série télévisée)
- 1987 : MacGyver - Saison 3 épisode : 4, 6, 8, 16, 18, 20 (série télévisée)
- 1988 : MacGyver - Saison 4 épisode : 1, 3, 11 (série télévisée)
- 1988 : Mission impossible, 20 ans après - Saison 1 épisode : 7, 9 (série télévisée)
- 1990 : MacGyver - Saison 6 épisode : 1, 9, 14, 19 (série télévisée)
- 1991 : MacGyver - Saison 7 épisode : 2, 7, 8, 8, 13 (série télévisée)
- 1993 : Walker, Texas Ranger - Saison 2 épisode : 5 (série télévisée)
- 1993 : Walker, Texas Ranger - Saison 1 épisode : 3 (série télévisée)
- 1994 : Viper - Saison 1 épisode : 10 (série télévisée)
- 1994 : RoboCop - Saison 1 épisode : 6, 11, 13, 18, 23 (série télévisée)
- 1994 : X-Files : Aux frontières du réel - Saison 2 épisode : 21 (série télévisée)
- 1995 : Loïs et Clark, les nouvelles aventures de Superman - Saison 3 épisode : 7 (série télévisée)
- 1995 : The Sentinel - Saison 1 épisode : 7 (série télévisée)
- 1996 : FX, effets spéciaux - Saison 1 épisode : 4, 5, 11, 12, 15, 18 (série télévisée)
- 1996 : Star Trek : Deep Space Nine - Saison 5 épisode : 11 (série télévisée)
- 1996 : Loïs et Clark, les nouvelles aventures de Superman - Saison 4 épisode : 11 (série télévisée)
- 1997 : Star Trek : Voyager - Saison 4 épisode : 9 (série télévisée)
- 1998 : Star Trek : Voyager - Saison 5 épisode : 11 (série télévisée)
- 1999 : 2267, ultime croisade - Saison 1 épisode : 2, 4 ((série télévisée)
- 1999 : Star Trek : Voyager - Saison 6 épisode : 3, 10, 15, 19, 22 (série télévisée)
- 2000 : Star Trek : Voyager - Saison 7 épisode : 1, 9, 13, 15, 21, 24 (série télévisée)
- 2001 : Enterprise - Saison 1 épisode : 5, 9, 15 (série télévisée)
- 2002 : Enterprise - Saison 2 épisode : 6, 12 (série télévisée)
- 2002 : Jeremiah - Saison 1 épisode : 18, 19, 20 (série télévisée)
- 2003 : Dead Zone - Saison 2 épisode : 11 (série télévisée)
- 2003 : Enterprise - Saison 3 épisode : 4, 11, 14 (série télévisée)
- 2003 : Jeremiah - Saison 2 épisode : 4, 6, 11, 14, 15 (série télévisée)
- 2003 : New York 911 - Saison 5 épisode : 18 (série télévisée)
- 2004 : Enterprise - Saison 4 épisode : 5, 11, 14 (série télévisée)